# Тетраметилдигаллан
Тетраметилдигаллан — металлоорганическое  соединение галлия с формулой Ga2H2(CH3)4, летучая жидкость, реагирует с водой и кислородом воздуха.

## Получение
- Действие электрических разрядов на смесь триметилгаллия и водорода:

{\displaystyle {\mathsf {2Ga(CH_{3})_{3}+2H_{2}\ {\xrightarrow {}}\ Ga_{2}H_{2}(CH_{3})_{4}+2CH_{4}\uparrow }}}

## Физические свойства
Тетраметилдигаллан образует летучую жидкость, которая легко реагирует с водой и кислородом воздуха.

## Химические свойства
- Разлагается при нагревании:

{\displaystyle {\mathsf {3Ga_{2}H_{2}(CH_{3})_{4}\ {\xrightarrow {130^{o}C}}\ 4Ga(CH_{3})_{3}+2Ga+3H_{2}\uparrow }}}